# Нижнекамская ТЭЦ-2
Нижнекамская ТЭЦ-2 — теплоэлектроцентраль, расположенная в промышленной зоне города Нижнекамск Республики Татарстан. Является собственностью ООО «Нижнекамская ТЭЦ», дочерней организации ПАО «Татнефть». ТЭЦ снабжает теплом как город Нижнекамск, так и промышленных потребителей: «Нижнекамскнефтехим» и «ТАНЕКО». Электроэнергия реализуется на оптовом рынке электроэнергии и мощности России.
В 1970-х годах в Нижнекамске активно развивались нефтехимическое и шинное производства, энергетические потребности которых не могли быть удовлетворены Нижнекамской ТЭЦ-1. В 1975 году было принято решение о строительстве второй ТЭЦ мощностью 570 МВт, проектирование которой было поручено Львовскому отделению института «Теплоэлектропроект». Станция также должна была отпускать промышленным потребителям 1887 т/час пара и 335 Гкал/час тепла в горячей воде. В качестве основного топлива был выбран мазут. Строительство началось весной 1976 года, а 11 января 1980 года первый энергоблок был принят в эксплуатацию. На полную тепловую и электрическую мощности станция вышла в 1987 году. После модернизации оборудования ТЭЦ перешла на сжигание природного газа Уренгойского месторождения. 
По состоянию на 2019 год установленная электрическая мощность ТЭЦ составляет 724 МВт, а тепловая 1580 Гкал/ч.

## Модернизация и новое строительство
В 2000-х годах из-за спада производства снизилось потребление пара от противодавленческих турбин ТЭЦ, что в свою очередь уменьшило их электрическую мощность. В 2012 году было принято решение повысить эффективность работы станции путём установки «приключенных» последовательно с противодавленческими турбинами турбин низкопотенциального пара. Для этого к главному корпусу был возведён пристрой, в котором разместились две турбины К-110-1,6. Новое оборудование было введено в эксплуатацию в 2015 году.
В 2019 году Нижнекамская ТЭЦ-2 была включена в федеральную программу модернизации объектов энергогенерации. В соответствии с программой гарантируется возврат инвестиций на модернизацию за счёт повышенных платежей потребителей электроэнергии. Проект предусматривает установку отечественной газовой турбины мощностью 155 МВт с котлом-утилизатором. Ориентировочный срок реализации проекта — до 2024 года. 

## Перечень основного оборудования
| Агрегат                              | Тип               | Изготовитель                                     | Количество | Ввод в эксплуатацию | Основные характеристики | Основные характеристики | Источники |
| Агрегат                              | Тип               | Изготовитель                                     | Количество | Ввод в эксплуатацию | Параметр                | Значение                | Источники |
| ------------------------------------ | ----------------- | ------------------------------------------------ | ---------- | ------------------- | ----------------------- | ----------------------- | --------- |
| Оборудование паротурбинных установок |                   |                                                  |            |                     |                         |                         |           |
| Паровой котёл                        | ТГМЕ-464          | Таганрогский котельный завод «Красный котельщик» | 9          | 1979—1987 г.        | Топливо                 | газ                     | [ 1 ]     |
| Паровой котёл                        | ТГМЕ-464          | Таганрогский котельный завод «Красный котельщик» | 9          | 1979—1987 г.        | Производительность      | 500 т/ч                 | [ 1 ]     |
| Паровой котёл                        | ТГМЕ-464          | Таганрогский котельный завод «Красный котельщик» | 9          | 1979—1987 г.        | Параметры пара          | 140 кгс/см2, 560 °С     | [ 1 ]     |
| Паровая турбина                      | ПТ-135/165-130/15 | Уральский турбинный завод                        | 2          | 1979 г. 1980 г.     | Установленная мощность  | 135 МВт                 | [ 1 ]     |
| Паровая турбина                      | ПТ-135/165-130/15 | Уральский турбинный завод                        | 2          | 1979 г. 1980 г.     | Тепловая нагрузка       | 195 Гкал/ч              | [ 1 ]     |
| Паровая турбина                      | Р-40-130/31       | Уральский турбинный завод                        | 1          | 1980 г.             | Установленная мощность  | 40 МВт                  | [ 1 ]     |
| Паровая турбина                      | Р-40-130/31       | Уральский турбинный завод                        | 1          | 1980 г.             | Тепловая нагрузка       | 245 Гкал/ч              | [ 1 ]     |
| Паровая турбина                      | Р-100-130/15      | Уральский турбинный завод                        | 2          | 1980 г. 1983 г.     | Установленная мощность  | 97 МВт                  | [ 1 ]     |
| Паровая турбина                      | Р-100-130/15      | Уральский турбинный завод                        | 2          | 1980 г. 1983 г.     | Тепловая нагрузка       | 365 Гкал/ч              | [ 1 ]     |
| Паровая турбина                      | К-110-1,6         | Уральский турбинный завод                        | 2          | 2015 г.             | Установленная мощность  | 110 МВт                 | [ 1 ]     |
| Паровая турбина                      | К-110-1,6         | Уральский турбинный завод                        | 2          | 2015 г.             | Тепловая нагрузка       | 0 Гкал/ч                | [ 1 ]     |
| Водогрейное оборудование             |                   |                                                  |            |                     |                         |                         |           |
| Водогрейный котёл                    | ПТВМ-180          | Барнаульский котельный завод                     | 2          | 1979 г. 1980 г.     | Топливо                 | газ                     | [ 1 ]     |
| Водогрейный котёл                    | ПТВМ-180          | Барнаульский котельный завод                     | 2          | 1979 г. 1980 г.     | Производительность      | 180 Гкал/ч              | [ 1 ]     |